# Aïdar (coiffure)

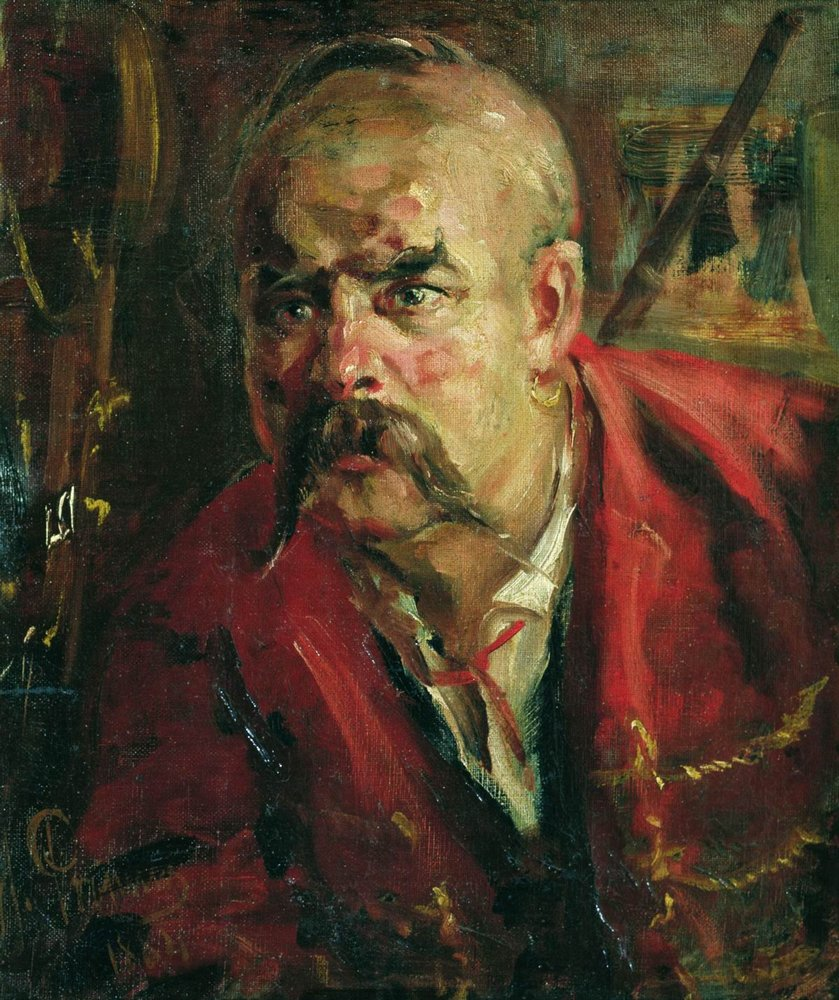
«Cosaque à tresse», Répine

L'aïdar (ou ardar) est une coiffure masculine présentant un toupet (voir tchoub (ru)) de cheveux au sommet du crâne, en usage chez les peuples turcs et plusieurs autres peuples nomades.
En Ukraine, il est aussi appelé chez les cosaques tchoub, tchoupryna, osseledets, khokhol.

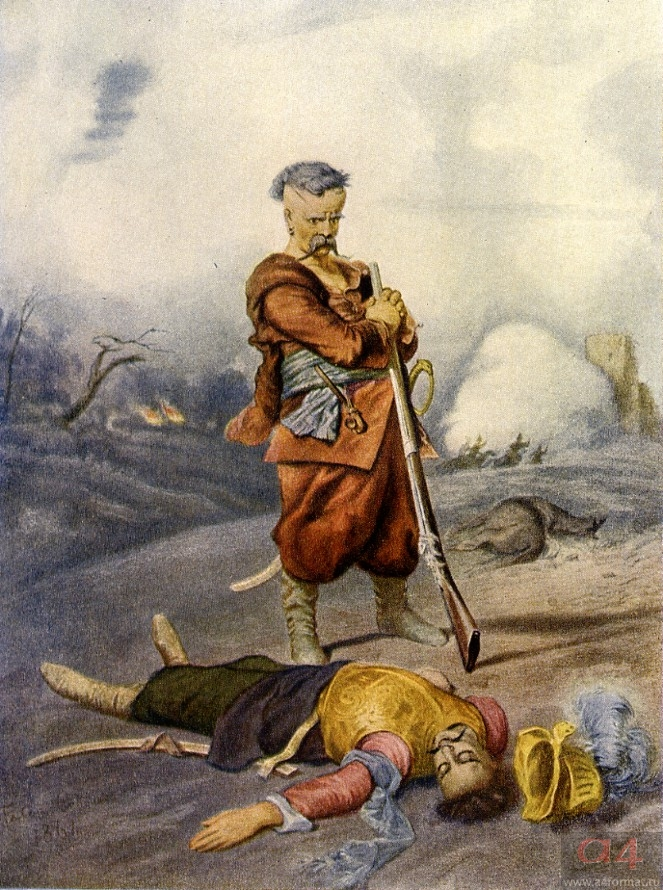
Tarass Boulba, personnage cosaque de Nicolas Gogol

On retrouve également ce type de mèche dans le motif traditionnel chinois des enfants qui apportent le bonheur (chinois : 送福童子 ; pinyin : sòng fú tóngzǐ).
Les cheveux sont presque entièrement rasés en laissant seulement une grande touffe de cheveux en forme de toupet, généralement sur le sinciput ou sur la nuque. Souvent, la touffe de cheveux est tressée pour plus de commodité, mais elle peut aussi se porter non tressée. Il ne faut pas confondre l'aïdar avec le kekil (ru), qui se présente sous forme d'une frange à l'avant et était portée par les jeunes gens non mariés. Il est probable que l'aïdar et le kekil aient eu une valeur spéciale dans le tengrisme (les kazakhs étaient tengristes par le passé), et se portaient comme un talisman de protection. Cette coiffure se rencontre parfois encore de nos jours chez les kazakhs.
Chez les kazakhs, l'aïdar était coupé au moment de la circoncision ; conservé par l'enfant depuis son plus jeune âge, il était censé le protéger contre les mauvais esprits, et n'être coupé qu'au moment où il devenait un homme (vers 12-13 ans, au cours de ses premières batailles). La pratique musulmane considérait que l'enfant passait une étape importante au moment de la circoncision, et transféra la coupe de la tresse à cette occasion, soit entre 3 et 5 ans.